# Модел на личностни аспекти
Моделът на личностни аспекти е модел на личността, в която се казва, че личността включва много аспекти, в зависимост от начина, по който се гледа. Думата аспект се отнася до видове, етапи, черти, възприятията на личността. Различните автори са описани различните аспекти и измерения на личността. Връзката между частите на едно и също лице или между части от различни лица е централен елемент на личността. Развитието на личността и психопатологията също са анализирани. Моделът включва методи за оценка и психотерапия.